# Fong carnívor

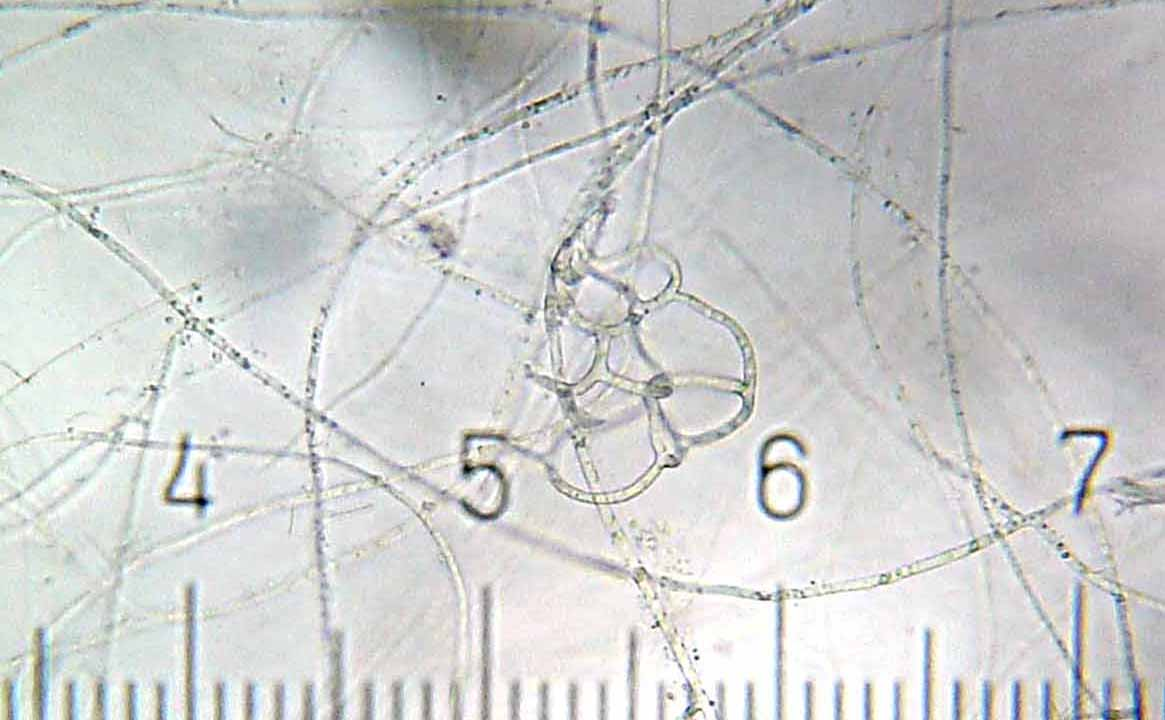
Fong trobat a l'aigua del bevedor d'un gat, es pot apreciar clarament els llaços adhesius. Probablement és Arthrobotrys oligospora

Els fongs carnívors o fongs predadors, són fongs que obtenen alguns o la majoria dels seus nutrients capturant i digerint animals microscòpics o altres animals diminuts. S'han descrit més de dues-centes espècies de fongs carnívors, que pertanyen als fílums ascomicots, mucoromycotina i basidiomicets. Generalment viuen a terra, i moltes espècies infecten nematodes (fongs nematòfags), mentre que d'altres infecten ameboides o col·lèmbols. Els fongs que viuen a l'epidermis, pèl, pell, ungles, escates o plomes d'animals vius o morts, es consideren dermatòfits en lloc de carnívors. De la mateixa manera, els fongs dels orificis i del tracte digestiu, no són carnívors, com tampoc són patògens interns. Tampoc ho són els patògens d'insectes que infecten i colonitzen insectes, normalment anomenats carnívors, si el fong es troba a l'insecte, com ho fan els Cordyceps, o s'hi aferra, com fan els Laboulbeniomycetes.
S'han observat dos mecanismes bàsics en els fongs carnívors que infecten els nematodes:
- constricció d'anells (captura activa)
- estructures adhesives (captura passiva)

La seqüenciació de l'ADN ribosòmic ha demostrat que aquests tipus de trampes es produeixen en llinatges separats de fongs, un exemple de convergència evolutiva.